# Municipio de Abejones
El municipio de Abejones es un municipio de Oaxaca, localizado en la región de la sierra norte, perteneciente al  distrito de Ixtlán de Juárez. Su nombre en zapoteco es bexhutni, posiblemente a que las abejas servían antiguamente de alimento, o por la  abundancia de estos insectos en la región. Su cabecera es la localidad de Abejones.

## Medio Físico
Se localiza en la región de la sierra norte. Tiene las coordenadas latitud norte 17°26’, longitud oeste 96°36’, y está a 2,260 m s. n. m. Sus colindancias son: al norte: San Pablo Macuiltianguis, al sur: Santa Ana Yareni y Santa María Jaltianguis, al oeste: San Juan Bautista Atatlahuca, San Miguel Aloapam y San Juan Bautista Jayacatlán, al este: San Pablo Macuiltianguis, San Juan Atepec y San Juan Evangelista Analco. Abejones se encuentra aproximadamente a 94 kilómetros de la capital de Oaxaca.

### Extensión
La extensión es de 122.48 km² aprox., que representan el 0.1% de la superficie total del Estado.

### Orografía
El relieve es muy accidentado, erno existiendo ni siquiera una hectárea de terreno llano. El municipio se encuentra conformado por sierras, entre las que destacan los cerros Peña Negra, Otate, Campanario, de la Silla, Mirador, Encantado y Amarillo. 

### Hidrografía
Las montañas de Abejones por lo general se encuentran secas, ya que no tienen nacimientos de agua que formen arroyos grandes, únicamente existen unos cuantos, pero insignificantes. El principal afluente es el llamado: Río Grande.

### Clima
El clima predominante es el frío húmedo,  aunque en áreas cercanas al Río Grande el clima se torna cálido-seco.

### Flora y fauna
En su vegetación se encuentran especies como: cempasúchil, cilantro, durazno, cereza, tejocote, ruda, azucena, gradiola, mostaza, quelite, encino blanco, negro, manzana, aguacate, etc.
En cuanto a la fauna: coyote, zorro, puma, tigrillo, venado, tejón, gato montés, armadillo, campanillo, tórtolas, etc.

### Recursos naturales
Su principal recurso natural es el forestal, del que se aprovechan las maderas de los diversos árboles.

### Tipo de suelo
Las tierras no son del todo propicias para el cultivo, puesto que se componen de arcillas amarillas, blancas, areniscas y yacimientos de yeso. Las rocas son calcáreas. El tipo de suelo es: Luvisol Vértico, que se erosiona con facilidad.

## Últimos alcaldes de Abejones
- Juan Cruz Bautista - 1990-1992
- Marcos Cruz Vargas - 1993-1995
- Clemente López Bautista - 1996-1998
- Benito Bautista Vargas - 1996-1998
- Jesús Hernández Bautista - 1999 - 2001
- Abel Raymundo Vargas López - 2002-2004
- Tomás Filemón Bautista Bautista - 2005-2007
- Domingo Eleazar Bautista Vargas - 2008-2009
- Mauricio Cruz Vargas - 2020 - 2021
- Gustavo Reynaldo Bautista Pérez - 2021-2022

## Gastronomía
Los platillos típicos en Abejones son: amarillo de pollo, caldo de res, frijoles, mole de la sierra, caldo de pollo y amarillo de venado.

## Otros aspectos sociales
La gran parte de la población se dedica a trabajos del sector primario, seguido por el secundario y el terciario. Gran parte de la población, se dedica, en concreto, a actividades como la ganadería y la agricultura. Las fiestas populares son celebradas en los meses de mayo y septiembre, y en las bodas, existe un baile típico llamado fandango el cual es bailado por los novios, los papás de los novios y los padrinos. En el municipio, un total de 1,010 personas hablan alguna lengua indígena. En cuanto a las vías de comunicación, Abejones posee enlaces con los municipios oaxaqueños de San Miguel Aloápam y San Juan Atepec, entre otros.